# Acontia secta
Acontia secta är en fjärilsart som beskrevs av Achille Guenée 1852. Acontia secta ingår i släktet Acontia och familjen nattflyn. Inga underarter finns listade i Catalogue of Life.